# Stralunato recital live
Stralunato recital_live è un disco della cantante Antonella Ruggiero.
Pubblicato nel 2006, raccoglie 16 tracce live tratte dai concerti tenuti da Antonella Ruggiero tra gli anni: 2003-2006.
Registrato nei luoghi più suggestivi "visitati" dalle tappe del tour di Antonella Ruggiero, è un disco dalle sonorità essenziali: pianoforte (Mark Harris), violino (Carlo Cantini) e percussioni (Ivan Ciccarelli).
In alcuni brani è presente la contaminazione dei fiati di Davide Di Gregorio e del basso di Carmelo Isgrò.
Si compone di alcuni brani tratti dal repertorio personale di Antonella Ruggiero e brani di tradizione religiosa e popolare, oltre ad alcuni brani di grandi cantautori italiani (Tenco, Battisti) ed internazionali (Cesaria Evora).
Inoltre il progetto di "Stralunato Recital" (è il nome anche di uno degli spettacoli portati in tour da Antonella) è legato anche ad un progetto umanitario: parte del ricavato delle vendite di questo album viene infatti devoluto ad "ACLI Senza Confini Onlus" per la costruzione di una scuola in Mozambico.

## Tracce
1. amore lontanissimo
2. ma se ghe pensu
3. io vorrei, non vorrei, ma se vuoi...
4. la danza [tum hi shiva]
5. c'è tutto un mondo intorno
6. echi d'infinito
7. round midnight
8. non ti dimentico
9. ohi belz [mein schtetele belz]
10. mi sono innamorata di te
11. vacanze romane
12. over the rainbow
13. respondemos
14. linda mimosa
15. di un amore
16. pitagora [il viaggio]